# Riccardo Paolini
Riccardo Paolini (Pesaro, 20 giugno 1959) è un allenatore di pallacanestro italiano.

## Carriera
Ha iniziato la sua carriera da allenatore nel 1987 come assistente di Valerio Bianchini, in quella Scavolini Pesaro che al termine di quel campionato avrebbe vinto il suo primo scudetto. Successivamente ha continuato a lavorare a Pesaro come vice di Sergio Scariolo.
Nei primi anni '90 inizia la prima esperienza da capo allenatore, portando Todi dalla Serie C1 alla B2 al primo tentativo, e rimanendo nella cittadina umbra per numerosi anni. Guida poi la Falco Pesaro nel campionato di B1 e il Fossombrone in B2.
Dal 2003 al 2005 torna alla Scavolini Pesaro come vice allenatore, lavorando con Phil Melillo e Marco Crespi. Nel 2005-2006 è al fianco di coach Attilio Caja a Roseto.
Nel 2006 torna a svolgere il ruolo di capo allenatore, questa volta a Sassari in Legadue, ma si dimette a dicembre. Per un biennio torna a sedere sulla panchina di Fossombrone, poi allena per un anno Agrigento, un anno Perugia e due Firenze.
Nel 2014-15 torna alla Victoria Libertas nelle vesti di responsabile del settore giovanile. Nel gennaio 2015, al termine del girone di andata, viene promosso a capo allenatore della prima squadra in Serie A al posto dell'esonerato Sandro Dell'Agnello. La formazione pesarese mantiene il penultimo posto e ottiene la salvezza all'ultima giornata, grazie alla vittoria casalinga contro la diretta concorrente Juvecaserta.
Il 30 maggio 2016, dopo aver conquistato la seconda salvezza consecutiva, lascia il club marchigiano.
Il 17 gennaio 2017 diventa il nuovo head coach del Basket Ferentino, in sostituzione di Luca Ansaloni. Ferentino a fine stagione chiude i battenti e cede il titolo sportivo alla neonata squadra satellite della Dinamo Basket Sassari, la Cagliari Dinamo Academy, ma Paolini viene scelto come nuovo head coach dei cagliaritani.
Il 1 luglio 2022 firma un contratto biennale con la Metauro Basket Academy (PU) e diventa head coach della Bartoli Mechanics (C Silver Marche-Umbria) e dell'Under 19 Eccellenza.